# Сицилианско робско въстание
Първото Сицилианско робско въстание против Римската република избухва в Сицилия в края на 136 пр.н.е. до 132 пр.н.е.
Тогава консули на Римската република са Секст Атилий Серан и Луций Фурий Фил. Около 200 000 роби с вожд робът сириец Евн (Eunus) се разбунтуват на остров Сицилия и завладяват град Ена. Въстаниците провъзгласят Евн за цар и му дават селевкидското царско име Антиох. Клеон, вожд на друга група от роби, се присъединява към групата на Евн. Заедно те завладяват Моргантина, Ена, Таормина и други градове.
През 135 пр.н.е. въстаниците побеждават претор Марк Перперна, през 134 пр.н.е. консул Гай Фулвий Флак и Публий Корнелий Сципион Емилиан Африкански, през 133 пр.н.е. Луций Калпурний Пизон Фруги. Едва през 132 пр.н.е. римляните с консул Публий Рупилий успяват да потушат въстанието. Евн е пленен и заведен в Рим, където скоро след това умира. Около 20 000 роби накрая са разпънати на кръст през 132 пр.н.е..